# Scheune Oberende 13
Die Scheune Oberende 13 in der niedersächsischen Gemeinde Lilienthal-St. Jürgen im Landkreis Osterholz stammt vom 17. und vom Anfang des 20. Jahrhunderts. Aktuell (2025) wird sie als Scheune eines Reiterhofs genutzt.
Das Gebäude steht unter Denkmalschutz (siehe auch Liste der Baudenkmale in Lilienthal).

## Geschichte und Beschreibung
Lilienthal geht auf die Gründung des Klosters Lilienthal im 13. Jahrhundert zurück. Der Ortsteil St. Jürgen liegt nordwestlich des Kerns von Lilienthal und stammt aus dem 12. Jahrhundert.
Der eingeschossige giebelständige Wandständerbau mit eingehälsten Bundbalken, ursprünglich mit reetgedecktem Walmdach (heute Ziegeldeckung), in Fachwerk mit Steinausfachung wurde wohl in der ersten Hälfte des 17. Jahrhunderts gebaut und um 1900 nach Süden um sechs Gefache erweitert. Sie hat drei Quereinfahrten. Der Abschluss besteht aus einem massiven Giebel. Die Scheune gehört zum Urlaubsreiterhof Tietjen.
Das Landesdenkmalamt befand u. a.: „… regionstypischer Scheunenbau des 17. Jahrhunderts …“